# A lyga (2017)
Sezon 2017 był 28. edycją najwyższej klasy rozgrywkowej piłki nożnej na Litwie. Ze względów sponsorskich rozgrywki prowadzone były pod nazwą "SMScredit.lt A lyga". Sezon rozpoczął się 3 marca, a zakończył 19 listopada. Tytułu mistrzowskiego broniła drużyna Žalgiris Wilno. Mistrzem Litwy został klub Sūduva Mariampol, zdobywając swój pierwszy tytuł w historii.
Pierwsze 28. kolejek rozgrywek prowadzono systemem kołowym, w którym każda drużyna gra z każdą dwa razy jako gospodarz oraz dwa razy jako gość. Po rozegraniu tych spotkań ostatni zespół w tabeli spada z ligi, natomiast przedostatni zagrał w barażu o utrzymanie. Sześć czołowych drużyn awansowało do grupy mistrzowskiej, w której musiały rozegrać dodatkowy mecz z każdym z pozostałych rywali.

## Drużyny
Przed rozpoczęciem sezonu 2017 drużyna FK Šilas Kazlų Rūda, która wygrała sezon 2016 I lygi, wycofała się z występów w najwyższej klasie rozgrywkowej. Dzięki temu FK Kauno Žalgiris pozostało w A lydze na następny sezon
| Uczestnicy poprzedniej edycji                                                                                 | Uczestnicy poprzedniej edycji | Uczestnicy poprzedniej edycji | Uczestnicy poprzedniej edycji |
| --- | ----------------------------- | ----------------------------- | ----------------------------- |
| ŽAL | Žalgiris Wilno                | 1                             |                               |
| TRK | FK Trakai                     | 2                             |                               |
| SŪD | Sūduva Mariampol              | 3                             |                               |
| ATL | Atlantas Kłajpeda             | 4                             |                               |
| JON | FK Jonava                     | 5                             |                               |
| STU | Stumbras Kowno                | 6                             |                               |
| UTE | Utenis Uciana                 | 7                             |                               |
| KAU | Žalgiris Kowno                | 8                             |                               |
| Oznaczenia: - kolumna pierwsza – skróty nazw drużyn, - kolumna trzecia – miejsce zajęte w poprzednim sezonie. |                               |                               |                               |

## Sezon zasadniczy

### Tabela
| Lp. | Drużyna              | M  | Z  | R  | P  | Bramki | Bramki | Różn. | Pkt | Uwagi                        |
| --- | -------------------- | -- | -- | -- | -- | ------ | ------ | ----- | --- | ---------------------------- |
| 1   | Sūduva Mariampol (M) | 28 | 17 | 8  | 3  | 65     | 28     | +37   | 59  | Awans do grupy mistrzowskiej |
| 2   | Žalgiris Wilno       | 28 | 17 | 7  | 4  | 51     | 22     | +29   | 58  | Awans do grupy mistrzowskiej |
| 3   | FK Trakai            | 28 | 15 | 9  | 4  | 45     | 22     | +23   | 54  | Awans do grupy mistrzowskiej |
| 4   | Atlantas Kłajpeda    | 28 | 8  | 9  | 11 | 33     | 33     | 0     | 33  | Awans do grupy mistrzowskiej |
| 5   | Utenis Uciana        | 28 | 8  | 8  | 12 | 24     | 41     | −17   | 32  | Awans do grupy mistrzowskiej |
| 6   | FK Jonava1           | 28 | 8  | 7  | 13 | 29     | 45     | −16   | 31  | Awans do grupy mistrzowskiej |
| 7   | Stumbras Kowno       | 28 | 4  | 10 | 14 | 23     | 42     | −19   | 22  | Baraż o utrzymanie           |
| 8   | Žalgiris Kowno (S)   | 28 | 3  | 6  | 19 | 19     | 56     | −37   | 15  | Spadek do 2018 I lyga        |

### Wyniki
| Gospodarz \ Gość  | ATL | KAU | JON | STU | SŪD | TRK | UTE | ŽAL |
| Atlantas Kłajpeda |     | 3:1 | 0:1 | 4:1 | 1:1 | 1:1 | 2:2 | 1:2 |
| Žalgiris Kowno    | 0:1 |     | 1:3 | 0:0 | 0:2 | 1:1 | 0:1 | 2:0 |
| FK Jonava         | 0:2 | 5:2 |     | 1:2 | 1:4 | 0:0 | 1:0 | 0:2 |
| Stumbras Kowno    | 1:1 | 3:0 | 1:0 |     | 1:2 | 1:1 | 1:1 | 1:3 |
| Sūduva Mariampol  | 0:0 | 1:0 | 3:3 | 2:0 |     | 1:1 | 2:1 | 0:0 |
| FK Trakai         | 4:1 | 4:1 | 1:0 | 1:0 | 2:0 |     | 1:0 | 0:1 |
| Utenis Uciana     | 0:3 | 1:0 | 1:1 | 0:0 | 2:4 | 1:0 |     | 0:4 |
| Žalgiris Wilno    | 1:0 | 1:0 | 2:1 | 4:1 | 3:1 | 1:1 | 0:1 |     |

| Gospodarz \ Gość  | ATL | KAU | JON | STU | SŪD | TRK | UTE | ŽAL |
| Atlantas Kłajpeda |     | 1:1 | 0:1 | 3:2 | 1:2 | 0:1 | 0:1 | 1:1 |
| Žalgiris Kowno    | 0:1 |     | 1:0 | 0:2 | 1:5 | 1:2 | 1:1 | 1:1 |
| FK Jonava         | 2:1 | 2:1 |     | 1:1 | 0:5 | 1:3 | 1:3 | 0:4 |
| Stumbras Kowno    | 0:3 | 0:1 | 0:0 |     | 1:3 | 0:0 | 0:3 | 1:1 |
| Sūduva Mariampol  | 1:1 | 5:0 | 1:1 | 4:2 |     | 5:1 | 2:0 | 3:0 |
| FK Trakai         | 2:0 | 5:1 | 0:0 | 1:0 | 2:3 |     | 3:0 | 2:2 |
| Utenis Uciana     | 1:1 | 0:0 | 1:2 | 1:1 | 1:0 | 0:4 |     | 1:2 |
| Žalgiris Wilno    | 3:0 | 3:1 | 5:0 | 1:0 | 1:1 | 0:1 | 5:0 |     |

## Grupa mistrzowska

### Tabela
| Lp. | Drużyna              | M  | Z  | R  | P  | Bramki | Bramki | Różn. | Pkt | Uwagi                                        |
| --- | -------------------- | -- | -- | -- | -- | ------ | ------ | ----- | --- | -------------------------------------------- |
| 1   | Sūduva Mariampol (M) | 33 | 21 | 8  | 4  | 73     | 31     | +42   | 71  | Liga Mistrzów UEFA • II runda kwalifikacyjna |
| 2   | Žalgiris Wilno       | 33 | 20 | 7  | 6  | 62     | 31     | +31   | 67  | Liga Europy UEFA • I runda kwalifikacyjna    |
| 3   | FK Trakai            | 33 | 18 | 10 | 5  | 53     | 27     | +26   | 64  | Liga Europy UEFA • I runda kwalifikacyjna    |
| 4   | FK Jonava            | 33 | 10 | 8  | 15 | 40     | 53     | −13   | 38  |                                              |
| 5   | Atlantas Kłajpeda    | 33 | 8  | 12 | 13 | 39     | 43     | −4    | 36  |                                              |
| 6   | Utenis Uciana        | 33 | 8  | 9  | 16 | 30     | 56     | −26   | 33  |                                              |

### Wyniki
| Gospodarz \ Gość  | ATL | JON | SŪD | TRK | UTE | ŽAL |
| Atlantas Kłajpeda |     |     |     |     | 2:2 | 0:3 |
| FK Jonava         | 2:2 |     |     |     | 3:0 |     |
| Sūduva Mariampol  | 1:0 |     | 2:1 |     |     | 3:0 |
| FK Trakai         | 2:2 | 2:1 | 1:0 |     |     |     |
| Utenis Uciana     |     |     | 1:2 | 1:3 |     |     |
| Žalgiris Wilno    |     | 2:4 |     | 1:0 | 5:2 |     |

Źródło: 
Objaśnienia:
1Drużyna gospodarzy jest wymieniona po lewej stronie tabeli.
Kolory: zielony – zwycięstwo gospodarzy, żółty – remis, różowy – zwycięstwo gości.

## Baraż o utrzymanie
W barażowym meczu o utrzymanie w A lyga zmierzyły się ze sobą 7. drużyna sezonu zasadniczego A lyga - Stumbras Kowno oraz wicemistrz I lygi - Banga Gorżdy. W dwumeczu padł wynik 5:1 dla Stumbrasu Kowno.

### Pierwszy mecz
| 28 października 2017 17:00 | Banga Gorżdy · Krušnauskas 16' | 1:2(1:1) | Stumbras Kowno · Armanavičius 4' · Almeida 67' | Stadion Miejski, Gorżdy Widzów: 600 Sędzia: Edmundas Gaigalas |
|                            |                                |          |                                                |                                                               |

### Rewanż
| 4 listopada 2017 12:00 | Stumbras Kowno · Villela 39', 73' · Barauskas 50' | 3:0(1:0) | Banga Gorżdy | NFA stadionas, Kowno Widzów: 200 Sędzia: Robertas Valikonis |
|                        |                                                   |          |              |                                                             |

## Najlepsi strzelcy
| Bramki | Zawodnik          | Drużyna           |
| ------ | ----------------- | ----------------- |
| 18     | Darvydas Šernas   | Žalgiris Wilno    |
| 14     | Karolis Laukžemis | Sūduva Mariampol  |
| 12     | Elivelto          | Žalgiris Wilno    |
| 11     | Andriej Paniukow  | Atlantas Kłajpeda |
| 10     | Maksim Maksimow   | FK Trakai         |
| 10     | Semir Kerla       | Sūduva Mariampol  |

Źródło: